# Lavabit
Lavabit — безкоштовний сервіс шифрованої електронної пошти, заснований в червні 2004 року (спочатку називався Nerdshack і Mailshack). Сервіс був закритий 8 серпня 2013 року, але 20 січня 2017 року відновив роботу. Сервіс був задуманий як альтернатива Gmail, але орієнтований на збереження таємниці переписки та комфорт користувачів.
Згідно з Lavabit FAQ, «Засновники Lavabit вважали, що Gmail був чудовим сервісом, але компания Google активно порушувала таємницю листування своїх користувачів, показуючи рекламу, що відноситься до слів в їхній пошті. Засновники Lavabit також вважали, що вони могли б надавати більш високий рівень обслуговування, ніж конкуренти». Lavabit також запобігала можливості доступу компанії до поштового акаунта користувача, використовуючи криптосистему з відкритим ключем (асиметричне шифрування). Lavabit надавала безкоштовні акаунти, без реклами, та два рівні платних акаунтів. На момент закриття Lavabit обслуговувала більше 410 000 кінцевих користувачів.

## Історія
Компанія Lavabit LLC була заснована програмістами з Техасу в червні 2004 року, як Nerdshack LLC. Вона була створена як безкоштовна поштова служба, що надає як великі ліміти обсягу пошти, так і високу безпеку. У лютому 2005 року компанія запустила пропрієтарний поштовий сервер для протоколів SMTP і POP3, а місяцем пізніше стала називатися Lavabit LLC. Протокол IMAP почав підтримуватися починаючи з листопада 2007 року. 
8 серпня 2013 року сервіс був закритий. На головній сторінці з'явилося повідомлення засновника і власника сервісу, Ладара Левісона (Ladar Levison), у якому він писав: «Дорогі друзі, мене змусили зробити складний вибір: стати співучасником злочину проти американського народу або відмовитися від майже десяти років важкої роботи і закрити Lavabit. Після довгих роздумів, я вирішив припинити роботу». Тиск, ймовірно, було викликаний тим, що даним сервісом користувався Едвард Сноуден.
20 січня 2017 року на головній сторінці сервісу з'явилася заява Ладара Левісона про те, що сервіс відновлює свою роботу та планує динамічно розвиватися.
Станом на листопад 2023 року сайт сервісу працює, доступна реєстрація.

## Можливості
Lavabit надає електронну пошту за протоколами POP3 і IMAP. Пошта Lavabit оснащена спам-фільтрами, захистом від вірусів, системою безпеки на основі технології Transport Layer Security (SSL) та асинхронного шифрування, і багатьма іншими функціями.

## Недоліки
- Обмеження на кількість повідомлень для вхідних листів становить 1024 на день, для вихідних — 256 на день.